# Cabo Zarzuela
Das Cabo Zarzuela ist eine Landspitze des Tay Head an der Südküste der Joinville-Insel vor dem nordöstlichen Ende der Antarktischen Halbinsel. Sie ragt 10 km östlich des Mount Alexander in den Firth of Tay hinein.
Argentinische Wissenschaftler benannten sie nach Leutnant Raúl Juan Zarzuela, Kopilot einer Avro Lincoln B019, bei deren Absturz am 22. März 1950 in der chilenischen Provinz Tierra del Fuego alle Besatzungsmitglieder ums Leben kamen.